# Puchar Świata w narciarstwie alpejskim mężczyzn 2021/2022
Puchar Świata w narciarstwie alpejskim mężczyzn 2021/2022 to 56. edycja tej imprezy. Cykl rozpoczął się tradycyjnie w austriackim Sölden, 24 października 2021 roku, zaś zakończył zawodami w Courchevel i Méribel 20 marca 2022 roku.
Najważniejszą imprezą sezonu były zaplanowane na 4-20 lutego 2022 XXIV Zimowe Igrzyska Olimpijskie w Pekinie.
Pucharu świata zdobytego w sezonie 2020/2021 bronił Francuz Alexis Pinturault. Tym razem najlepszy okazał się Marco Odermatt ze Szwajcarii.

## Podium zawodów

### Indywidualnie
| Lp.                                            | Data                 | Miejscowość            | Trasa                        | Konkurencja       | 1. Miejsce                         | 2. Miejsce                    | 3. Miejsce                 |
| ---------------------------------------------- | -------------------- | ---------------------- | ---------------------------- | ----------------- | ---------------------------------- | ----------------------------- | -------------------------- |
| 1.                                             | 24 października 2021 | Sölden                 | Rettenbach                   | gigant            | Marco Odermatt                     | Roland Leitinger              | Žan Kranjec                |
| 2.                                             | 14 listopada 2021    | Lech                   | -                            | slalom równoległy | Christian Hirschbühl               | Dominik Raschner              | Atle Lie McGrath           |
|                                                | 26 listopada 2021    | Lake Louise            |                              | zjazd             | Zawody odwołane                    | Zawody odwołane               | Zawody odwołane            |
| 3.                                             | 27 listopada 2021    | Lake Louise            | Men's Olympic / East Summit  | zjazd             | Matthias Mayer                     | Vincent Kriechmayr            | Beat Feuz                  |
|                                                | 28 listopada 2021    | Lake Louise            |                              | supergigant       | Zawody odwołane                    | Zawody odwołane               | Zawody odwołane            |
| 4.                                             | 2 grudnia 2021       | Beaver Creek           | Birds of Prey / Golden Eagle | supergigant       | Marco Odermatt                     | Matthias Mayer                | Broderick Thompson         |
| 5.                                             | 3 grudnia 2021       | Beaver Creek           | Birds of Prey / Golden Eagle | supergigant       | Aleksander Aamodt Kilde            | Marco Odermatt                | Travis Ganong              |
| 6.                                             | 4 grudnia 2021       | Beaver Creek           | Birds of Prey / Golden Eagle | zjazd             | Aleksander Aamodt Kilde            | Matthias Mayer                | Beat Feuz                  |
|                                                | 5 grudnia 2021       | Beaver Creek           |                              | zjazd             | Zawody odwołane                    | Zawody odwołane               | Zawody odwołane            |
| 7.                                             | 11 grudnia 2021      | Val d’Isère            | La Face de Bellevarde        | gigant            | Marco Odermatt                     | Alexis Pinturault             | Manuel Feller              |
| 8.                                             | 12 grudnia 2021      | Val d’Isère            | La Face de Bellevarde        | slalom            | Clément Noël                       | Kristoffer Jakobsen           | Filip Zubčić               |
| 9.                                             | 17 grudnia 2021      | Val Gardena            | Saslong                      | supergigant       | Aleksander Aamodt Kilde            | Matthias Mayer                | Vincent Kriechmayr         |
| 10.                                            | 18 grudnia 2021      | Val Gardena            | Saslong                      | zjazd             | Bryce Bennett                      | Otmar Striedinger             | Niels Hintermann           |
| 11.                                            | 19 grudnia 2021      | Alta Badia             | Gran Risa                    | gigant            | Henrik Kristoffersen               | Marco Odermatt                | Manuel Feller              |
| 12.                                            | 20 grudnia 2021      | Alta Badia             | Gran Risa                    | gigant            | Marco Odermatt                     | Luca De Aliprandini           | Alexander Schmid           |
| 13.                                            | 22 grudnia 2021      | Madonna di Campiglio   | Canalone Miramonti           | slalom            | Sebastian Foss Solevåg             | Alexis Pinturault             | Kristoffer Jakobsen        |
| 14.                                            | 28 grudnia 2021      | Bormio                 | Stelvio                      | zjazd             | Dominik Paris                      | Marco Odermatt                | Niels Hintermann           |
| 15.                                            | 29 grudnia 2021      | Bormio                 | Stelvio                      | supergigant       | Aleksander Aamodt Kilde            | Raphael Haaser                | Vincent Kriechmayr         |
|                                                | 30 grudnia 2021      | Bormio                 |                              | supergigant       | Zawody odwołane                    | Zawody odwołane               | Zawody odwołane            |
|                                                | 5 stycznia 2022      | Zagrzeb                |                              | slalom            | Zawody odwołane                    | Zawody odwołane               | Zawody odwołane            |
| 16.                                            | 8 stycznia 2022      | Adelboden              | Chuenisbärgli                | gigant            | Marco Odermatt                     | Manuel Feller                 | Alexis Pinturault          |
| 17.                                            | 9 stycznia 2022      | Adelboden              | Chuenisbärgli                | slalom            | Johannes Strolz                    | Manuel Feller                 | Linus Straßer              |
| 18.                                            | 13 stycznia 2022     | Wengen                 | Lauberhorn                   | supergigant       | Marco Odermatt                     | Aleksander Aamodt Kilde       | Matthias Mayer             |
| 19.                                            | 14 stycznia 2022     | Wengen                 | Lauberhorn                   | zjazd             | Aleksander Aamodt Kilde            | Marco Odermatt                | Beat Feuz                  |
| 20.                                            | 15 stycznia 2022     | Wengen                 | Lauberhorn                   | zjazd             | Vincent Kriechmayr                 | Beat Feuz                     | Dominik Paris              |
| 21.                                            | 16 stycznia 2022     | Wengen                 | Männlichen                   | slalom            | Lucas Braathen                     | Daniel Yule                   | Giuliano Razzoli           |
| 22.                                            | 21 stycznia 2022     | Kitzbühel              | Streif                       | zjazd             | Aleksander Aamodt Kilde            | Johan Clarey                  | Blaise Giezendanner        |
| 23.                                            | 22 stycznia 2022     | Kitzbühel              | Ganslern                     | slalom            | David Ryding                       | Lucas Braathen                | Henrik Kristoffersen       |
| 24.                                            | 23 stycznia 2022     | Kitzbühel              | Streif                       | zjazd             | Beat Feuz                          | Marco Odermatt                | Daniel Hemetsberger        |
| 25.                                            | 25 stycznia 2022     | Schladming             | Planai                       | slalom            | Linus Straßer                      | Atle Lie McGrath              | Manuel Feller              |
| XXIV. Zimowe Igrzyska Olimpijskie 2022 – Pekin |                      |                        |                              |                   |                                    |                               |                            |
| 26.                                            | 26 lutego 2022       | Garmisch-Partenkirchen | Gudiberg                     | slalom            | Henrik Kristoffersen               | Loïc Meillard                 | Manuel Feller              |
| 27.                                            | 27 lutego 2022       | Garmisch-Partenkirchen | Gudiberg                     | slalom            | Henrik Kristoffersen               | David Ryding                  | Linus Straßer              |
| 28.                                            | 4 marca 2022         | Kvitfjell              | Kvitfjell-Olympiabakken      | zjazd             | Cameron Alexander Niels Hintermann |                               | Matthias Mayer             |
| 29.                                            | 5 marca 2022         | Kvitfjell              | Kvitfjell-Olympiabakken      | zjazd             | Dominik Paris                      | Aleksander Aamodt Kilde       | Beat Feuz Niels Hintermann |
| 30.                                            | 6 marca 2022         | Kvitfjell              | Olympiabakken                | supergigant       | Aleksander Aamodt Kilde            | James Crawford                | Matthias Mayer             |
| 31.                                            | 9 marca 2022         | Flachau                | Hermann Maier                | slalom            | Atle Lie McGrath                   | Clément Noël                  | Daniel Yule                |
| 32.                                            | 12 marca 2022        | Kranjska Gora          | Podkoren 3                   | gigant            | Henrik Kristoffersen               | Lucas Braathen Marco Odermatt |                            |
| 33.                                            | 13 marca 2022        | Kranjska Gora          | Podkoren 3                   | gigant            | Henrik Kristoffersen               | Stefan Brennsteiner           | Marco Odermatt             |
| 34.                                            | 16 marca 2022        | Courchevel/Méribel     | Eclipse                      | zjazd             | Vincent Kriechmayr                 | Marco Odermatt                | Beat Feuz                  |
| 35.                                            | 17 marca 2022        | Courchevel/Méribel     | Eclipse                      | supergigant       | Vincent Kriechmayr                 | Marco Odermatt                | Gino Caviezel              |
| 36.                                            | 19 marca 2022        | Courchevel/Méribel     | Roc de Fer                   | gigant            | Marco Odermatt                     | Lucas Braathen                | Loïc Meillard              |
| 37.                                            | 20 marca 2022        | Courchevel/Méribel     | Roc de Fer                   | slalom            | Atle Lie McGrath                   | Henrik Kristoffersen          | Manuel Feller              |

### Drużynowy slalom gigant równoległy
| Data          | Miejscowość        | 1. Miejsce                                                                         | 2. Miejsce                                                                          | 3. Miejsce                                                          |
| ------------- | ------------------ | ---------------------------------------------------------------------------------- | ----------------------------------------------------------------------------------- | ------------------------------------------------------------------- |
| 18 marca 2022 | Courchevel/Méribel | Szwajcaria Delphine Darbellay · Livio Simonet · Andrea Ellenberger · Fadri Janutin | Austria Ricarda Haaser · Stefan Brennsteiner · Katharina Truppe · Patrick Feurstein | Niemcy Antonia Kremer · Julian Rauchfuss · Lena Dürr · Fabian Gratz |

## Klasyfikacje
| Lp. | Zawodnik             | Punkty |
| --- | -------------------- | ------ |
| 1.  | Marco Odermatt       | 1639   |
| 2.  | Aleksander A. Kilde  | 1172   |
| 3.  | Henrik Kristoffersen | 954    |
| 4.  | Matthias Mayer       | 880    |
| 5.  | Vincent Kriechmayr   | 840    |
| 6.  | Beat Feuz            | 820    |
| 7.  | Manuel Feller        | 687    |
| 8.  | Dominik Paris        | 680    |
| 9.  | Lucas Braathen       | 655    |
| 10. | Alexis Pinturault    | 603    |

| Lp. | Zawodnik            | Punkty |
| --- | ------------------- | ------ |
| 1.  | Aleksander A. Kilde | 620    |
| 2.  | Beat Feuz           | 607    |
| 3.  | Dominik Paris       | 522    |
| 4.  | Marco Odermatt      | 517    |
| 5.  | Matthias Mayer      | 508    |
| 6.  | Vincent Kriechmayr  | 465    |
| 7.  | Niels Hintermann    | 432    |
| 8.  | Daniel Hemetsberger | 346    |
| 9.  | Johan Clarey        | 301    |
| 10. | Ryan Cochran-Siegle | 230    |

| Lp. | Zawodnik            | Punkty |
| --- | ------------------- | ------ |
| 1.  | Aleksander A. Kilde | 530    |
| 2.  | Marco Odermatt      | 402    |
| 3.  | Vincent Kriechmayr  | 375    |
| 4.  | Matthias Mayer      | 372    |
| 5.  | James Crawford      | 226    |
| 6.  | Beat Feuz           | 213    |
| 7.  | Stefan Rogentin     | 173    |
| 8.  | Raphael Haaser      | 170    |
| 9.  | Dominik Paris       | 158    |
| 10. | Ryan Cochran-Siegle | 151    |

| Lp. | Zawodnik             | Punkty |
| --- | -------------------- | ------ |
| 1.  | Marco Odermatt       | 720    |
| 2.  | Henrik Kristoffersen | 453    |
| 3.  | Manuel Feller        | 326    |
| 4.  | Lucas Braathen       | 308    |
| 5.  | Alexis Pinturault    | 300    |
| 6.  | Luca De Aliprandini  | 273    |
| 7.  | Stefan Brennsteiner  | 253    |
| 8.  | Loïc Meillard        | 252    |
| 9.  | Justin Murisier      | 246    |
| 10. | Gino Caviezel        | 216    |

| Lp. | Zawodnik               | Punkty |
| --- | ---------------------- | ------ |
| 1.  | Henrik Kristoffersen   | 451    |
| 2.  | Manuel Feller          | 361    |
| 3.  | Atle Lie McGrath       | 348    |
| 4.  | Lucas Braathen         | 347    |
| 5.  | Linus Straßer          | 307    |
| 6.  | Daniel Yule            | 283    |
| 7.  | Loïc Meillard          | 283    |
| 8.  | David Ryding           | 262    |
| 9.  | Clément Noël           | 257    |
| 10. | Sebastian Foss Solevåg | 252    |

| Lp. | Zawodnik             | Punkty |
| --- | -------------------- | ------ |
| 1.  | Christian Hirschbühl | 100    |
| 2.  | Dominik Raschner     | 80     |
| 3.  | Atle Lie McGrath     | 60     |
| 4.  | Henrik Kristoffersen | 50     |
| 5.  | Trevor Philp         | 45     |
| 6.  | Adrian Pertl         | 40     |
| 7.  | Erik Read            | 36     |
| 8.  | Štefan Hadalin       | 32     |
| 9.  | Julian Rauchfuss     | 29     |
| 10. | Žan Kranjec          | 26     |